# Harry Potter e la pietra filosofale
Harry Potter e la pietra filosofale (titolo originale in inglese: Harry Potter and the Philosopher's Stone) è il primo romanzo della saga high fantasy Harry Potter, scritta da J. K. Rowling e ambientata principalmente nell'immaginario Mondo magico durante gli anni novanta del XX secolo.
Ideato proprio nei primi anni novanta, Harry Potter e la Pietra Filosofale fu pubblicato poi nel 1997. Tradotto in 77 lingue, tra cui il latino e il greco antico, resta una delle più popolari opere letterarie del XX secolo con una vendita globale di 120 milioni di copie. In Italia è stato pubblicato da Adriano Salani nel maggio 1998, con illustrazioni di Serena Riglietti e traduzione di Marina Astrologo.
Nel 2001 ne è stato tratto un adattamento cinematografico distribuito da Warner Bros. e diretto da Chris Columbus, che ha incassato più di 974 milioni di dollari al botteghino mondiale, inserendosi così al cinquantesimo posto nella classifica dei film con maggiori incassi nella storia del cinema.

## Ispirazione e origine
L'autrice J. K. Rowling ebbe l'idea della storia di Harry Potter nel 1990, nel periodo in cui si doveva trasferire a Manchester con il suo fidanzato, durante un viaggio in treno. Iniziò a scrivere quella sera, anche se in seguito ammise che le prime pagine non avevano niente a che fare con l'opera finale.
Dopo la morte della madre e la nascita della figlia Jessica, la Rowling spedì a varie case editrici le prime bozze; al secondo tentativo trovò un agente e nel 1996 la Bloomsbury Publishing accettò il romanzo, pubblicandolo l'anno successivo. Nel maggio 2008, la Scholastic annunciò la creazione di un'edizione speciale per il decimo anniversario della prima pubblicazione del libro. La decisione di uno pseudonimo sembra sia stata richiesta alla Rowling dalla casa editrice stessa, preoccupata che il pubblico considerato destinatario del libro (gli adolescenti) difficilmente accettasse che il libro fosse stato scritto da una donna. Joanne scelse quindi di firmarsi J. K. Rowling, in cui la K è l'iniziale di Kathleen, il nome di sua nonna. In seguito a questa scelta la scrittrice spesso viene chiamata erroneamente Joanne Kathleen, in quanto il suo unico nome di battesimo è Joanne.

## Trama
1º novembre 1981. Al numero 4 di Privet Drive, a Little Whinging, in Inghilterra, il potentissimo mago Albus Silente, la strega Minerva McGranitt e il mezzogigante Rubeus Hagrid lasciano un neonato di un anno di nome Harry James Potter, appena rimasto orfano dei genitori, sulla porta di casa dei suoi zii, Vernon e Petunia Dursley. Harry trascorre i suoi primi dieci anni di vita infelice in casa Dursley, tormentato dalle angherie dei perfidi zii e del cugino Dudley: dorme nel ripostiglio sotto le scale, posto squallido e pieno di ragni, veste solo con gli enormi vestiti smessi di Dudley e viene trattato come un ospite indesiderato. All'avvicinarsi del suo undicesimo compleanno, il ragazzo, per la prima volta nella sua vita, inizia a ricevere delle lettere, le quali vengono però distrutte dallo zio Vernon prima che lui possa leggerle. Il giorno prima del compleanno, casa Dursley viene invasa da migliaia di lettere e a questo punto lo zio Vernon decide di scappare con tutta la famiglia e rifugiarsi in una fatiscente catapecchia in mezzo al mare per evitare di essere rintracciati. Quella stessa notte, Rubeus Hagrid irrompe nella capanna per consegnare ad Harry una delle lettere, raccontandogli la verità: il giovane è in realtà un mago e la lettera è un invito a frequentare la scuola di magia e stregoneria di Hogwarts. Hagrid, guardiacaccia di tale scuola, rivela ad Harry che i suoi genitori, Lily (sorella di Petunia) e James Potter, sono morti assassinati da Lord Voldemort (e non in un incidente d'auto, come gli avevano sempre detto invece i Dursley), un mago potentissimo ed estremamente malvagio che la comunità magica teme così tanto da non osare pronunciarne neanche il nome, preferendo chiamarlo "Tu-Sai-Chi", "Colui-Che-Non-Deve-Essere-Nominato" o "Signore Oscuro". Voldemort, anni prima, aveva instaurato un regno di terrore durante il quale moltissime streghe, maghi e babbani (nome con cui i maghi indicano le persone sprovviste di poteri magici) erano stati assassinati. Il Signore Oscuro uccideva chiunque gli si opponeva, compresi i Potter; quando tentò di uccidere Harry, però, l'incantesimo mortale incredibilmente gli rimbalzò contro, facendogli perdere i suoi poteri e costringendolo a sparire, mentre ad Harry rimase impressa sulla fronte una strana cicatrice a forma di saetta. 

Simbolo della Scuola di Magia e Stregoneria di Hogwarts

Il giorno dopo Hagrid accompagna Harry a Diagon Alley, una strada di Londra accessibile solamente alla comunità magica, dove il ragazzo scopre di essere molto conosciuto fra i maghi, che lo chiamano "Il Bambino che è Sopravvissuto" e lo salutano come se lo conoscessero da sempre.
Harry ritira un po' del denaro lasciatogli dai genitori nella banca dei maghi, la Gringott, e con esso si procura tutto il necessario per il nuovo anno scolastico. Hagrid, come regalo di compleanno, gli regala una civetta delle nevi, che Harry chiama Edvige. Il giorno della partenza per Hogwarts, Harry si reca alla stazione di King's Cross di Londra, dove attraversa la barriera magica del binario 9 ¾ per prendere il treno che lo porterà a scuola, l'Espresso di Hogwarts.
Sul treno, il ragazzo fa la conoscenza di Hermione Granger, una ragazza molto intelligente e capace ma con un insopportabile atteggiamento saccente, e di Ron Weasley, che diventeranno i suoi migliori amici. Harry incontra anche Neville Paciock, un ragazzo simpatico, smemorato e pasticcione, e Draco Malfoy, un ragazzo altezzoso ed antipatico (che aveva già incontrato velocemente a Diagon Alley), appartenente ad una famiglia di maghi molto ricca e convinto che il prestigio e l'antichità della sua famiglia lo pongano al di sopra di tutti gli altri. Una volta arrivati al castello di Hogwarts, i ragazzi del primo anno vengono sottoposti allo Smistamento: un cappello magico, il Cappello Parlante, legge nella mente di ogni studente e decide a quale delle quattro case della scuola è destinato. Le case sono: Grifondoro (dove finiscono gli studenti più coraggiosi), Corvonero (che predilige gli studenti più intelligenti), Tassorosso (che accoglie gli studenti leali e gran lavoratori) e Serpeverde (casa degli studenti ambiziosi e desiderosi di potere e, anche, storicamente, di quasi tutti i maghi malvagi). Harry, Ron, Hermione e Neville vengono assegnati a Grifondoro, mentre Draco viene assegnato a Serpeverde insieme ai suoi due sgherri Tiger e Goyle.

Rappresentazione del campo di Quidditch

Harry inizia le lezioni e conosce i vari professori, tra cui la professoressa McGranitt, severa e intelligente insegnante di Trasfigurazione e direttrice della casa di Grifondoro, il professor Raptor, il nervoso e balbettante insegnante di Difesa contro le Arti Oscure, con la testa sempre coperta da un turbante, il professor Vitious, l'insegnante di Incantesimi, un ometto basso e canuto che deve salire sopra una pila di libri per riuscire a vedere oltre la cattedra, il professor Piton, insegnante di Pozioni, un uomo viscido e antipatico che sembra provare un forte odio verso Harry, e il preside, Albus Silente, un mago molto anziano e un po' eccentrico.
Successivamente, Harry riesce anche a guadagnarsi un posto nella squadra di Quidditch della sua casa. Il Quidditch è lo sport più popolare tra i maghi, giocato a cavallo di manici di scopa. Ormai inseparabili, Harry, Ron ed Hermione iniziano ad esplorare il castello cercando di risolvere i misteri che lo circondano, aiutati dal magico Mantello dell'Invisibilità, regalato ad Harry per Natale da un misterioso ed anonimo amico. Durante le esplorazioni, i tre amici si ritrovano in un corridoio del castello al quale, da quell'anno, è stato proibito l'accesso, e vi scoprono la presenza di un enorme cane a tre teste posto a guardia di una botola. Successivamente, si verrà a sapere che il mostruoso cane appartiene ad Hagrid, che si chiama Fuffi e che si addormenta al suono della musica.
In seguito, i tre amici scopriranno che Fuffi sorveglia la Pietra Filosofale, un oggetto magico creato dall'alchimista Nicolas Flamel, capace di trasformare qualsiasi metallo in oro e di produrre l'Elisir di lunga vita, che rende immortale chi lo beve (Flamel, grazie a ciò, è in vita da più di sei secoli). Harry, Ron e Hermione apprendono che qualcuno sta cercando di rubare la Pietra e i loro sospetti ricadono quasi subito sul professor Piton.
Una notte, Harry viene mandato nella Foresta Proibita per scontare una punizione (in quanto alcuni giorni prima si era fatto scoprire fuori dai dormitori di notte) e vi vede una figura incappucciata che sta bevendo il sangue di un unicorno. La figura tenta di aggredire Harry, che si salva grazie all'aiuto del centauro Fiorenzo, che alla fine rivela al ragazzo l'identità della figura misteriosa e incappucciata: si tratta proprio di Voldemort, ormai stremato e senza forze, che cerca di tenersi in vita col sangue d'unicorno, che rinvigorisce chi lo beve (anche se al prezzo di aver ucciso una creatura pura come un unicorno), nell'attesa di riuscire a mettere le mani sulla Pietra. Dopo questo fatto, Harry è ulteriormente convinto che Piton stia cercando di rubare la Pietra Filosofale, pensando che il professore non voglia tenerla per sé ma voglia rubarla per conto del Signore Oscuro. Verso la fine dell'anno scolastico Silente viene allontanato da Hogwarts con un pretesto, così i tre protagonisti, credendo che Piton sia ormai entrato in azione, decidono di tentare di salvare la Pietra da soli. I ragazzi fanno addormentare Fuffi suonando un flauto per poterlo aggirare e scendere giù nella botola protetta dalla bestia. La Pietra è protetta da una serie di incantesimi, che sono stati lanciati dai vari professori della scuola. La prima prova da affrontare è superare un esemplare di Tranello del Diavolo, una pianta che strangola chi la tocca; la seconda prova è il recupero di una chiave magica volante a cavallo di una scopa; la terza prova è superare una partita di scacchi magici; la quarta prova è affrontare un troll, che però è già stato neutralizzato; la quinta prova è una sciarada da risolvere che riguarda una serie di pozioni. Solo Harry, grazie all'aiuto dei suoi due compagni di avventura, che si sacrificano e restano indietro, riesce ad entrare nell'ultima stanza. Con grande sorpresa, però, il protagonista non si trova di fronte né Piton né Voldemort, bensì il professor Raptor, che gli racconta di essere stato lui a tentare ripetutamente di rubare la Pietra durante l’anno per donarla al suo padrone, Voldemort: il Signore Oscuro, infatti, rimasto privo di un proprio corpo, si è impossessato di quello del professore. Raptor quindi si toglie il turbante e mostra il volto di Voldemort presente sulla sua nuca. Il Signore Oscuro ha bisogno di Harry per risolvere l'incantesimo finale posto a protezione della Pietra, incantesimo ordito da Silente in persona. Specchiandosi nello Specchio delle brame, uno specchio magico presente nella stanza che mostra i profondi desideri di chi vi si guarda, Harry vede il suo riflesso con la Pietra stretta in mano. Lo specchio riconosce che il ragazzo è privo di cattive intenzioni, quindi fa sì che la Pietra vada a finire nelle sue tasche. Voldemort si accorge che Harry è in possesso della Pietra e ordina a Raptor di ucciderlo, ma il professore non riesce a toccare il ragazzo senza bruciarsi orribilmente. Harry riesce così a difendersi da Raptor, che quando viene nuovamente toccato dal ragazzo muore bruciato, lasciando nuovamente Voldemort senza un corpo. Prima di poter assistere alla morte di Raptor, però, Harry sviene per il dolore accecante sprigionato dalla cicatrice che ha sulla fronte. Harry si risveglia tre giorni dopo in infermeria in compagnia del professor Silente. Questi gli spiega che lui non può essere toccato da Voldemort e da chiunque sia posseduto dal Signore Oscuro, perché lui è protetto dall’antica magia lasciatagli sulla pelle da sua madre Lily quando si sacrificò per cercare di salvarlo. Nicolas Flamel decide di distruggere la Pietra, quindi di rinunciare alla sua immortalità, per evitare che cada nelle mani sbagliate. Grazie alle imprese eroiche di Harry e dei suoi tre amici Ron, Hermione e Neville, vengono assegnati centosettanta punti bonus alla casa di Grifondoro, che così vince la Coppa delle Case, superando all'ultimo istante Serpeverde, che era in testa alla classifica. Finita la scuola, Harry torna a casa per trascorrere le vacanze estive dai parenti babbani, che appaiono terrorizzati dal ragazzo e dalla possibilità che possa usare la magia contro di loro, non sapendo che ai maghi minorenni è vietato usare la magia al di fuori della scuola, dettaglio che Harry ha cura di nascondergli.

## Capitoli

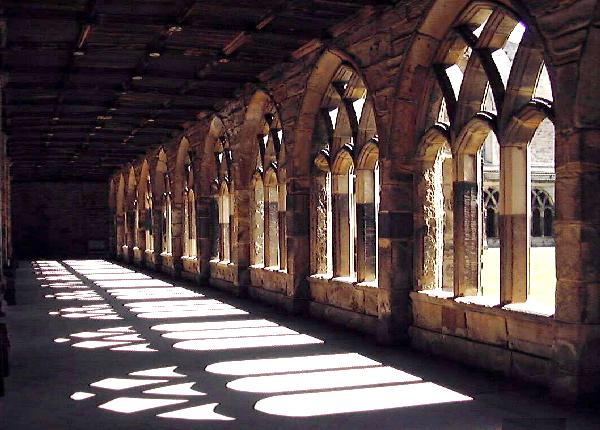
Interni della scuola di Hogwarts nella versione cinematografica

1. Il bambino che è sopravvissuto (The Boy Who Lived)
2. Vetri che scompaiono (The Vanishing Glass)
3. Lettere da nessuno (The Letters from No One)
4. Il Custode delle Chiavi (The Keeper of the Keys)
5. Diagon Alley (Diagon Alley)
6. Il binario nove e tre quarti (The Journey from Platform Nine and Three-Quarters)
7. Il Cappello Parlante (The Sorting Hat)
8. Il maestro delle Pozioni (The Potions Master)
9. Il duello di mezzanotte (The Midnight Duel)
10. Halloween (Hallowe'en)
11. Il Quidditch (Quidditch)
12. Lo specchio delle Brame (The Mirror of Erised)
13. Nicolas Flamel (Nicolas Flamel)
14. Norberto, Dorsorugoso di Norvegia (Norbert the Norwegian Ridgeback)
15. La Foresta Proibita (The Forbidden Forest)
16. La botola (Through the Trapdoor)
17. L'uomo dai due volti (The Man with Two Faces)

### Personaggi introdotti
- Harry Potter, protagonista, il bambino sopravvissuto. Studente della casa Grifondoro.
- Ron Weasley, migliore amico di Harry; studente della casa Grifondoro, come tutta la sua famiglia.
- Hermione Granger, ragazza molto intelligente di origini babbane. Appartiene alla casa Grifondoro.
- Albus Silente, Preside della scuola di Magia e Stregoneria di Hogwarts.
- Rubeus Hagrid, rozzo ma simpatico custode delle Chiavi e dei Luoghi a Hogwarts o, più semplicemente, il guardiacaccia.
- Neville Paciock, maldestro e goffo ragazzo che vive con sua nonna; appartiene alla casa Grifondoro.
- Dean Thomas, un ragazzo, d'origini babbane, studente di Grifondoro.
- Seamus Finnigan, ragazzo mezzosangue, d'origine irlandese, studente di Grifondoro.
- Draco Malfoy, giovane mago Serpeverde purosangue molto arrogante e vanitoso.
- Minerva McGranitt, insegnante di Trasfigurazione, direttrice della casa di Grifondoro, vicepreside di Hogwarts.
- Severus Piton, direttore della casa di Serpeverde e insegnante di Pozioni, ma desideroso di insegnare Difesa contro le Arti Oscure.
- Quirinus Raptor, un professore pauroso e balbuziente, insegnante di Difesa contro le Arti Oscure e alleato di Voldemort.
- Lord Voldemort, il più potente mago oscuro di tutti i tempi, chiamato anche "Tu-Sai-Chi", "Colui-Che-Non-Deve-Essere-Nominato" e, dai suoi seguaci, l'"Oscuro Signore".
- Fred e George Weasley, fratelli gemelli di Ron, frequentanti il terzo anno a Hogwarts.
- Percy Weasley, terzo fratello maggiore di Ron.
- Charlie Weasley, fratello di Ron che studia in Romania i Draghi.
- Bill Weasley, fratello di Ron che lavora in Egitto come Spezzaincantesimi della Gringott, la banca dei maghi.
- Vernon, Petunia e Dudley Dursley, gli unici parenti di Harry, i quali temono e disprezzano la magia e i maghi.
- Filius Vitious, insegnante di Incantesimi, direttore della casa di Corvonero.
- Edvige, l'amata civetta bianca di Harry.
- Lee Jordan, eccentrico cronista delle partite di Quidditch, molto amico di Fred e George.
- Calì Patil, una ragazza di Grifondoro, di origine indiana.
- Lily Evans e James Potter, genitori di Harry.
- Pomona Sprite, insegnante di Erbologia, direttrice della casa di Tassorosso.
- Cuthbert Rüf, insegnante di Storia della Magia unico professore fantasma a Hogwarts
- Madama Bumb, insegnante di Volo e arbitro delle partite di Quidditch svolte nella scuola.
- Madama Chips, infermiera scolastica.
- Madama Pince, bibliotecaria della scuola.
- Garrick Olivander, il miglior produttore di bacchette.
- Madama McClan, proprietaria del negozio di abiti e divise scolastiche a Diagon Alley.
- Pix, dispettoso Poltergeist che vive a Hogwarts.
- Norberto, il drago di Hagrid.
- Thor, il cane di Hagrid
- Vincent Tiger e Gregory Goyle, “guardie del corpo” di Draco Malfoy. Sono di Serpeverde.
- Alcuni studenti nello smistamento, che verranno conosciuti meglio negli altri libri come: Pansy Parkinson, Lavanda Brown, Padma Patil, Justin Finch-Fletchley, Hannah Abbott, Ernie Macmillan, Terry Steeval, Theodore Nott, Blaise Zabini, Millicent Bulstrode e Susan Bones.
- Il custode Argus Gazza e la sua gatta Mrs. Purr.
- La squadra di quidditch, formata da: tre Cacciatori (Angelina Johnson, Alicia Spinnet e Katie Bell), due Battitori (Fred e George Weasley, i fratelli gemelli quartogeniti di Ron), un Portiere (Oliver Baston, ragazzo ambizioso di vincere la Coppa di Quidditch e capitano della squadra) e un Cercatore, cioè Harry.
- Sirius Black, giovane menzionato nel primo capitolo da Hagrid per via della motocicletta ricevuta in prestito. Avrà un ruolo maggiormente importante a partire dal Prigioniero di Azkaban.

### Luoghi introdotti
- Diagon Alley, un lungo viale acciottolato nel cuore di Londra, nascosta ai Babbani, dove si trovano la Gringott e svariati negozi per maghi, tra cui Olivander, il negozio di Bacchette Magiche.
- Gringott, la banca dei maghi.
- Foresta Proibita, foresta pullulante di pericolosi animali fantastici quindi vietata agli studenti.
- Hogwarts, la scuola di Magia e Stregoneria per giovani maghi che frequenta Harry.
- Il Testa di Porco, squallido pub di Hogsmeade, brevemente menzionati tutti e due da Hagrid.
- La stazione di King's Cross, Londra, dove si prende l'Espresso per Hogwarts al binario 9 ¾.
- Il Paiolo Magico, pub da cui si accede a Diagon Alley.

## Edizione statunitense
Per la pubblicazione negli Stati Uniti, il titolo del libro è stato modificato in Harry Potter and the Sorcerer's Stone (letteralmente Harry Potter e la pietra dello stregone). La motivazione principale del cambiamento era che, secondo gli editori nordamericani, i bambini non avrebbero desiderato un libro associato alla filosofia. La Rowling afferma che l'idea di cambiare titolo per il pubblico statunitense fu dell'editore Arthur Levine: vennero presi in considerazione diversi titoli alternativi e alla fine venne scelto Harry Potter and the Sorcerer's Stone, su suggerimento della stessa autrice.
Così come per Harry Potter e il principe mezzosangue, la versione nordamericana del libro contiene le parti di testo tagliate nella versione britannica, in particolare la prima apparizione di Dean Thomas nel capitolo Il Cappello Parlante. Come l'autrice racconta, al curatore «quel capitolo sembrava troppo lungo e sfrondò tutto quello che riteneva superfluo».
Segue il testo mancante, messo in evidenza in grassetto: «E ora erano rimaste solo tre persone da smistare. "Thomas Dean", un ragazzo nero perfino più alto di Ron, si unì al tavolo di Grifondoro. "Turpin Lisa" divenne una Corvonero e poi fu il turno di Ron.» (edizione nordamericana, p. 122)
Questa correzione creò inoltre un'incongruenza minore nell'edizione nordamericana, dato che la menzione di Dean Thomas era stata tagliata dall'edizione britannica: dopo la frase «erano rimaste solo tre persone da smistare» vengono infatti smistate quattro persone: Dean Thomas, Lisa Turpin, Ron Weasley e Blaise Zabini.

## Altre edizioni
Il libro è stato tradotto in 75 lingue tra cui anche in latino e greco antico. Gli autori sono rispettivamente Peter Needham, professore di Lettere Classiche a Eton per oltre trent'anni e Andrew Wilson, docente presso la Bedford Modern School. I titoli sono stati resi con Harrius Potter et Philosophi Lapis per la versione latina e con Ἅρειος Ποτὴρ καὶ ἡ τοῦ φιλοσόφου λίθος (Háreios Potḕr kài hḕ tū philosóphū líthos) per quella greca.
La copertina della prima edizione italiana, realizzata da Serena Riglietti, non rappresenta una scena avvenuta nel romanzo, questo perché all'autrice vennero date poche informazioni al riguardo. Tale immagine vede Harry, indossante un cappello con la testa da topo, affiancato da un topo gigante intento a giocare agli scacchi dei maghi. Infatti, oltre a questo, nella primissima edizione (che ebbe solo una tiratura di 20 000 copie) Harry era stato rappresentato senza occhiali e il nome della Rowling era scritto per intero, "Joanne K. Rowling", cosa che venne poi corretta nelle successive ristampe. La casa di Corvonero, inoltre, era stata chiamata "Pecoranera", così come nelle prime stampe di La camera dei segreti e Il prigioniero di Azkaban. Il nome è stato poi cambiato nelle edizioni successive.

## Versione cinematografica
Da questo libro è stata tratta una versione cinematografica diretta da Chris Columbus uscita nel 2001. Il protagonista è interpretato dall'attore inglese Daniel Radcliffe e i ruoli di Ron ed Hermione sono di Rupert Grint e di Emma Watson.